# Asphalt City
Asphalt City (Festivaltitel: Black Flies, englisch für „Schwarze Fliegen“) ist ein US-amerikanischer Spielfilm von Jean-Stéphane Sauvaire aus dem Jahr 2023. Bei dem Thriller handelt es sich um eine Verfilmung des gleichnamigen Romans von Shannon Burke. Tye Sheridan und Sean Penn spielen die beiden Hauptfiguren, zwei Sanitäter in New York City. Der Film wurde im Mai 2023 beim Internationalen Filmfestival von Cannes uraufgeführt.

## Handlung
Der junge Ollie Cross beginnt in New York City in seinem ersten Jahr als Sanitäter zu arbeiten. Dies tut er als Vorbereitung, um irgendwann ein Medizinstudium aufnehmen zu können. Ihm zur Seite gestellt wird der erfahrene Kollege Rutkovsky, ein Veteran und einer der besten seines Fachs. Dieser führt Ollie in die harte Realität auf den Straßen der Innenstadt ein. Der Berufsanfänger wird bei seinen Einsätzen mit viel Kriminalität, Obdachlosigkeit und Drogenkonsum konfrontiert. Schon bald beginnt sich Ollies Sichtweise auf Leben und Tod zu ändern.

## Entstehungsgeschichte